# 신안흑산중학교
신안흑산중학교(新安黑山中學校)는 대한민국 전라남도 신안군 흑산면 진리에 있는 공립 중학교이다.

## 학교 연혁
- 1973년 2월 28일 : 사립 성모중학교 폐교(제11회 졸업, 총 973명)
- 1973년 3월 1일 : 신안흑산중학교 설립인가(1학년 121명 입학, 2학년 262명 편입학)
- 1973년 3월 10일 : 개교, 초대 임영대 교장 취임
- 1982년 3월 20일 : 신안흑산중학교 소흑산분교장으로 개교
- 1984년 2월 28일 : 가거도초등학교신안흑산중학교가거도분교장으로 개교
- 2006년 8월 1일 : 신안흑산중학교 개축
- 2024년 1월 5일 : 가거도분교장 제39회 2명 졸업(총 408명)
- 2025년 1월 10일 : 제52회 5명 졸업(총 3,560명)
- 2025년 3월 1일 : 제29대 박재홍 교장 부임
- 2025년 3월 4일 : 2025학년도 신입생 8명 입학

## 참고 자료
- 신안흑산중학교 - 한국교육학술정보원 학교알리미